# Filmfare Award/Beste Kostüme
Der Filmfare Best Costumes Award wird vom Filmfare-Magazin verliehen und ist eine Preiskategorie der jährlichen Filmfare Awards für Hindi-Filme. Der Preis für den besten Kostümdesigner wird seit 2007 vergeben.
Liste der Preisträger und der Filme, für die sie gewonnen haben:
| Jahr | Designer                    | Film                  | Deutscher Titel                             |
| ---- | --------------------------- | --------------------- | ------------------------------------------- |
| 2007 | Dolly Ahluwalia             | Omkara                | —                                           |
| 2008 | Sujata Sharma               | Gandhi, My Father     | —                                           |
| 2009 | Manushee Sharma             | Oye Lucky! Lucky Oye! | —                                           |
| 2010 | Vaishali Menon              | Firaaq                | —                                           |
| 2011 | Varsha Shilpa               | Do Dooni Chaar        | —                                           |
| 2012 | Niharika Khan               | The Dirty Picture     | —                                           |
| 2013 | Manoshi Nath & Rushi Sharma | Shanghai              | —                                           |
| 2014 | Dolly Ahluwalia             | Bhaag Milkha Bhaag    | —                                           |
| 2015 | Dolly Ahluwalia             | Haider                | —                                           |
| 2016 | Maxima Basu & Anju Modi     | Bajirao Mastani       | Bajirao & Mastani – Eine unsterbliche Liebe |